# Thomas Kenan
Thomas Kenan (* 26. Februar 1771 in Kenansville, Duplin County, Province of North Carolina; † 22. Oktober 1843 bei Selma, Alabama) war ein US-amerikanischer Politiker. Zwischen 1805 und 1811 vertrat er den Bundesstaat North Carolina im US-Repräsentantenhaus.

## Werdegang
Thomas Kenan genoss eine private Schulausbildung. Später begann er in North Carolina als Mitglied der von Thomas Jefferson gegründeten Demokratisch-Republikanischen Partei eine politische Laufbahn. Zwischen 1799 und 1803 war er Abgeordneter im Repräsentantenhaus von North Carolina. Im Jahr 1804 gehörte er dem Staatssenat an. Bei den Kongresswahlen des Jahres 1804 wurde Kenan im fünften Wahlbezirk von North Carolina in das US-Repräsentantenhaus in Washington, D.C. gewählt, wo er am 4. März 1805 die Nachfolge von James Gillespie antrat. Nach zwei Wiederwahlen konnte er bis zum 3. März 1811 drei Legislaturperioden im Kongress absolvieren.
1810 verzichtete Thomas Kenan auf eine erneute Kandidatur. Im Jahr 1833 zog er nach Selma in Alabama, wo er sich als Pflanzer betätigte. Außerdem wurde er Abgeordneter im Repräsentantenhaus von Alabama. Er starb am 22. Oktober 1843 nahe Selma.